# Daga a rondelle
Una daga a rondelle è un pugnale originario dell'Europa del tardo medioevo (dal XIV secolo in poi), molto diffuso e utilizzato da una gran varietà di persone dai mercanti ai cavalieri. Era indossato alla vita e poteva essere utilizzato sia come utensile da lavoro che come pugnale in battaglia o come arma secondaria nei tornei.

## Descrizione
La lama era in acciaio e in genere era lunga e sottile e con una punta molto appuntita, solitamente era lunga circa 30 cm; il pugnale intero invece arrivava anche ai 50 cm. La daga a rondelle prende il nome per il suo guardamano di forma circolare (o anche ottagonale) e un pomolo circolare o sferico nella parte terminale dell'elsa.
Il codolo della lama si estendeva per tutta la lunghezze dell'impugnatura, che era di forma cilindrica, di solito in legno o in osso. La lama era di solito di forma romboidale, lenticolare, piramidale. La punta era molto affilata e il filo poteva essere su uno o su entrambi i lati.
Era progettata per essere utilizzata in affondo mirando alle ascelle, o sul braccio brandendola con la presa inversa; tuttavia non era escluso l'utilizzo di taglio: la lama è sufficientemente lunga e dritta da potere essere usata anche per tirare fendenti. In battaglia, le daghe a rondelle erano utili per attraversare le cotte di maglia, infatti anche se non erano in grado di perforare le armature a piastre, potevano essere dirette verso le giunture della corazza e contro l'elmo. Questo era spesso l'unico modo con cui si poteva uccidere un cavaliere pesantemente corazzato.
Esistevano poi delle daghe a rondella con una lama a forma di croce, con il filo su ognuno dei quattro spigoli. Potevano essere utilizzate solo per gli affondi, e non per i fendenti, o come utensile da lavoro; queste particolari daghe sarebbero state utilizzate come arma secondaria e quindi come arma di affondo, anticipando la comparsa dello stiletto del XVI secolo.
Le daghe a rondelle che si trovano ai giorni nostri nei musei e nelle collezioni private, solitamente prodotti d'epoca di artigiani-artisti, sono spesso caratterizzate da incisioni nelle lame, impugnature intarsiate e guardamano e pomoli molto decorati.